# 蘇克雷市 (蘇利亞州)

蘇克雷市（西班牙語：Municipio Sucre），是委內瑞拉的一個市，位於該國西北部蘇利亞州，首府設於博武雷斯，始建於1989年，面積1,174平方公里，海拔高度6米，2008年人口57,396，人口密度每平方公里48.89人。